# 高知県専修学校一覧
高知県専修学校一覧（こうちけんせんしゅうがっこういちらん）は、高知県の専修学校の一覧。

## 公立専修学校
文部科学省Webサイト内「公立専修学校一覧」より

### 宿毛市
- 高知県立幡多看護専門学校

### いの町
- 高知県立農業大学校

## 私立専修学校
2024年5月1日現在の私立専修学校一覧。ただし休学中は除く。

### 高知市
- RKC調理製菓学校
- 土佐情報経理専門学校
- 高知文化服装専門学校
- 高知理容美容専門学校
- 高知医療学院
- 龍馬情報ビジネス&フード専門学校

- 高知福祉専門学校
- 高知語学&ビジネス専門学校
- 龍馬デザイン・ビューティ専門学校
- 平成福祉専門学校
- 龍馬看護ふくし専門学校

- 四国医療工学専門学校
- 土佐リハビリテーションカレッジ
- 高知開成専門学校
- 国立病院機構高知病院附属看護学校
- 近森病院附属看護学校

### 須崎市
- 高知ペットビジネス専門学校

### 四万十市
- 四万十看護学院

### 香南市
- 専修学校香南学園